# São Cipriano (Resende)
São Cipriano is een plaats (freguesia) in de Portugese gemeente Resende en telt 858 inwoners (2001).